# حسين جبار زادغان
حسين جبار زادغان (بالفارسية: حسین جبارزادگان) هو لاعب كرة سلة إيراني. مثّل منتخب بلاده. شارك في دورة الألعاب الأولمبية الصيفية سنة 1948.

## روابط خارجية
- حسين جبار زادغان على موقع الاتحاد الدولي لكرة السلة (الإنجليزية)
- حسين جبار زادغان على موقع سبورتس رفرنس (الإنجليزية)
- حسين جبار زادغان على موقع اللجنة الأولمبية الدولية (الإنجليزية)
- حسين جبار زادغان على موقع أوليمبيديا (الإنجليزية)